# Schmieritz

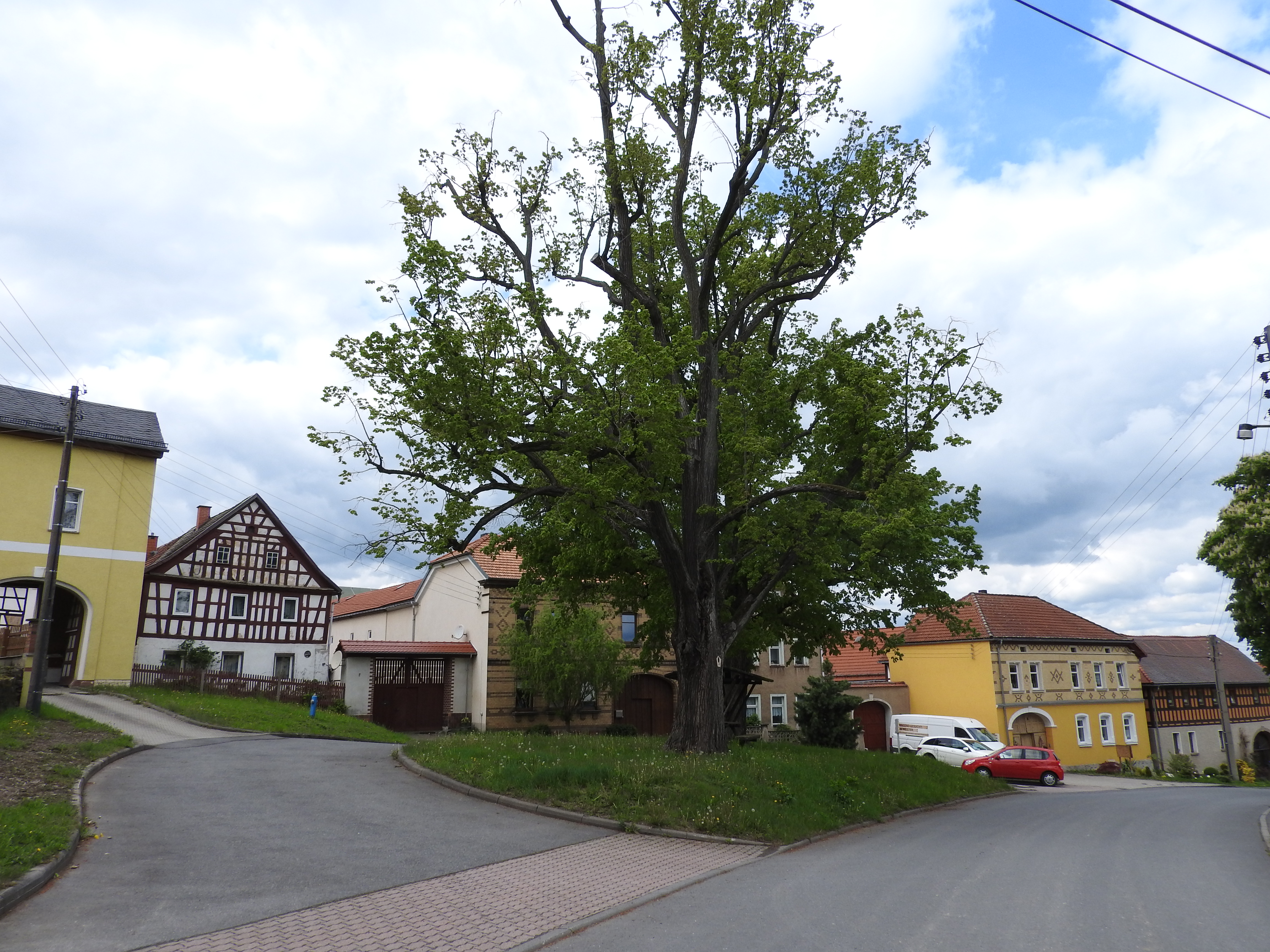
Im Ort

Schmieritz ist eine Gemeinde in der Verwaltungsgemeinschaft Triptis im thüringischen Saale-Orla-Kreis.

## Geographie
Schmieritz befindet sich an der Nordabdachung des Südostthüringer Schiefergebirges und in dem Übergang in die Orlasenke. Im Tal verläuft die Bundesstraße 281 mit Anschluss an die Bundesautobahn 9 und die Bahnstrecke Leipzig–Probstzella.
Die Gemeinde besteht aus den Ortsteilen Schmieritz, Traun und Weltwitz.

## Geschichte
Schmieritz wurde erstmals 1319 als Smiricz, Traun 1378 und Weltwitz 1257 urkundlich erwähnt.
Etwa einen Kilometer südlich des Dorfes Weltwitz gab es auf der spornartigen Anhöhe eine Wallburg aus dem 10. oder 11. Jahrhundert. Funde besagen, dass die Anlage zeitweise mit Menschen besiedelt war. Erbauer waren wohl Slawen, aber auch Spuren von deutschen Bewohnern wurden gefunden. Das Wall- und Grabensystem ist noch gut erkennbar.
Eine Kirche wurde in der ersten Hälfte des 15. Jahrhunderts gebaut.
Am 1. Juli 1950 wurden die bis dahin eigenständigen Gemeinden Traun und Weltwitz eingegliedert.

### Einwohnerentwicklung
Entwicklung der Einwohnerzahl (jeweils 31. Dezember):
| - 1994: 431 - 1995: 454 - 1996: 455 - 1997: 460 - 1998: 472 - 1999: 466 | - 2000: 458 - 2001: 454 - 2002: 455 - 2003: 451 - 2004: 435 - 2005: 427 | - 2006: 426 - 2007: 414 - 2008: 420 - 2009: 415 - 2010: 418 - 2011: 409 | - 2012: 397 - 2013: 399 - 2014: 399 - 2015: 406 - 2016: 412 - 2017: 406 | - 2018: 402 - 2019: 399 - 2020: 393 - 2021: 395 - 2022: 386 - 2023: 382 |

Datenquelle: Thüringer Landesamt für Statistik

## Wappen
Das Wappen wurde am 17. Oktober 1995 durch das Thüringische Landesverwaltungsamt genehmigt.
Blasonierung: „Geteilt von Blau und Gold; oben drei (1:2) silberne Mühlsteine, unten eine blaue Schwengelpumpe.“
Die drei Mühlsteine im oberen Teil des Wappens weisen auf die Vielzahl der in der Gemeinde einstmals betriebenen Wind- und Wassermühlen hin; die Zahl der Mühlsteine steht dabei für die Zahl der Ortsteile. Das Motiv im unteren Teil verweist auf die vielen Schwengelpumpen und Brunnen im Ortsbild.
Das Wappen wurde von dem Goßwitzer Manfred Fischer gestaltet.

## Persönlichkeit
- Nikolaus Börner (1693–1760), Apotheker und Mediziner, wurde in Schmieritz geboren